# Distretto di Uludere
Il distretto di Uludere (in turco Uludere ilçesi) è uno dei distretti della provincia di Şırnak, in Turchia.